# Jérémy Decerle
Jérémy Decerle (nascido em 1 de julho de 1984) é um político francês eleito membro do Parlamento Europeu em 2019.

## Membro do Parlamento Europeu
Além das atribuições de comissão, Decerle integra a delegação do Parlamento para as relações com o Brasil. Ele também é membro do grupo MEPs Against Cancer.